# Stefan Duyf
Stefan Duyf (Tilburg, 29 maart 1983) is een Nederlands voormalig hockeyer en hockeytrainer/coach.
Duyf speelde op seniorenniveau achtereenvolgens voor HC Den Bosch, TMHC Tilburg en BHV Push (Breda). Stefan Duyf was een aanvaller/strafcornerspecialist (sleeppush). Tijdens zijn actieve hockeycarrière was hij nagenoeg alle seizoenen ook betrokken als trainer/coach van diverse (top)jeugdteams. Na de bewerkstelliging van de promotie naar de Hoofdklasse met Push in seizoen 2013/2014, hing Duyf zijn stick in de wilgen en besloot zich volledig te richten op zijn coachingscarrière.
Na een jaar Herman Kruis geassisteerd te hebben bij het eerste mannenteam van BHV Push, coachte Duyf voor vier achtereenvolgende seizoenen eind de mannen van Push H1 dat nu uitkomt in de Overgangsklasse (OVK).
In 2020 tekende Stefan Duyf voor twee seizoenen bij Oranje-Rood. Hier is hij eindverantwoordelijke van Dames 1 dat uitkomt in de Hoofdklasse. Tevens is Duyf bondscoach van Ned JA.